# أنستاسيا رودينا
أنستاسيا رودينا مواليد 30 يونيو 1991، هي لاعبة كرة يد كازاخستانية تلعب كمحور. مثلت منتخب كازاخستان لكرة اليد للسيدات.

## سجل المنافسة
شاركت في البطولات التالية:
- بطولة العالم لكرة اليد للسيدات 2015